# Mary Carpenter (educadora)
Mary Carpenter (3 de abril de 1807 - 14 de junio de 1877) fue una educadora y activista social inglesa. Hija de un ministro religioso de la iglesia católica, fue fundadora de una escuela que ofrecía educación de calidad a personas de bajos recursos al igual que un reformatorio, brindando así nuevas oportunidades de alto nivel a niños y jóvenes delincuentes en la ciudad de Bristol. Carpenter también publicó varios libros y artículos sobre su trabajo y su influencia fue clave en la aprobación de varias reformas educativas a mediados del siglo XIX. Mary Carpenter fue la primera mujer en tener un trabajo publicado por la  Statistical Society of London. Dirigió y participó en varias conferencias y llegó a ser reconocida como una de las portavoces más importantes de su época, trabajando además activamente en favor del abolicionismo de la esclavitud. Viajó a la India y visitó escuelas y prisiones con el objetivo de mejorar la educación de las mujeres, estableciendo reformatorios y mejorando las condiciones de las cárceles. En años posteriores también viajó a otras partes de Europa y América, continuando con sus campañas de reforma en la educación y en el proceso penal. Carpenter se declaraba públicamente a favor del sufragio femenino, lo cual defendió durante los últimos años de su vida al igual que su lucha por el derecho de la mujer de recibir educación superior. Se encuentra enterrada en Armos Vale Cemetery en Bristol.

## Primeros años y formación
Mary Carpenter nació en 1807 en Exeter siendo la primogénita de Lant Carpenter, ministro unitarista, y Anna (o Hanna) Penn. En 1817 la familia se mudó a Bristol donde el padre se hizo cargo del centro de reunión unitarista Lewin's Mead. Su mujer e hijas se hicieron cargo del internado que él mismo estableció en Great George Street, Brandon Hill, Bristol. donde Mary estudió ciencias, matemáticas, griego y latín. Durante un tiempo trabajó como institutriz en la Isla de Wight y Hertfordshire y en 1827 regresó a Bristol para ser directora del internado de su padre, el cual cambió su nombre a: "Internado de la Srta. Carpenter para señoritas".
En 1833 conoció a Ram Mohan Roy, uno de los fundadores del movimiento Brahmo Samaj que buscaba reformar el hinduismo, y fue influenciada por su filosofía durante su corta estancia con Miss Castle y Miss Kiddel en Beach House, Stapleton, Bristol|Stapleton antes de que Roy muriera de meningitis en septiembre de ese mismo año. Más tarde en ese mismo año conoció a Joseph Tuckerman, un estadounidense unitario quien había fundado el Ministerio para los Pobres en Boston, Massachusetts. Se dice que fue él quien despertó el interés de Mary en las reformas sociales, en parte por un comentario ocurrente hecho por Tuckerman cuando él y Mary paseaban por un barrio bajo de Bristol. Un pequeño niño en harapos corrió a lo largo de la calle y Tuckerman observó que "ese niño debería ser seguido hasta su casa y ser observado".  Joseph había establecido una escuela de granjeros en Massachusetts, la cual serviría de modelo para futuros reformatorios. Muchos de los escritos de Carpenter estarían basados en ideas que desarrolló con base en la correspondencia con Tuckerman.

## Trabajo social y abolicionismo
En 1835 Mary ayudó a organizar un proyecto llamado "Working and Visiting Society" en los barrios bajos de Lewin's Mead, en el cual trabajó como secretaria durante casi veinte años. Este proyecto fue inspirado por el trabajo de Tuckerman en Boston. El propósito era visitar a los pobres y recaudar dinero de la emergente clase media para aliviar la pobreza y mejorar la calidad de la educación. Después de la muerte de su padre en 1840, Carpenter trabajó con sus hermanas en la administración del internado que su madre fundó en Whiteladies Road, Clifton, Bristol.
En 1843, su interés en el movimiento abolicionista surgió por la visita del filántropo Samuel May. En 1846, Mary atendió una reunión precedida por el prominente abolicionista William Lloyd Garrison y Frederick Douglass, quien había escapado de la esclavitud en 1838. Carpenter contribuyó a la recaudación de fondos para la causa abolicionista, manteniéndose interesada en ella durante los próximos veinte años. Sus hermanos William Benjamin Carpenter, Philip Pearsall Carpenter y Russell Lant Carpenter y su hermana Anna también participaron activamente en esta campaña. En 1851 el regreso de un esclavo fugitivo de Boston a los estado del sur de los Estados Unidos hizo que calificara a la Ley de Esclavos Fugitivos de 1850 como un "acto atroz ... en contra de la humanidad, en contra de la Ley misma, en contra de Dios." Este evento la hizo centrarse en su trabajo sobre la educación.
Un proyecto de ley había sido sugerido en el Parlamento del Reino Unido "para la mejorar la educación de los niños en los distritos industriales", pero no fue aprobada puesto que no pasó debido al inconformismo de parte de la oposición que creía otorgaba un lugar privilegiado a la Iglesia de Inglaterra. Como resultado del proyecto fallido, las escuelas para las personas de bajos recursos de esas zonas, conocidas en inglés como "ragged schools", surgieron en muchos pueblos de Inglaterra, otorgando educación, comida y ropa a los más necesitados e inspirando a Carpenter a que comenzara ella misma a dirigir una de estas escuelas en Lewin's Mead, Bristol, y una escuela nocturna para adultos, posteriormente.  En 1848 el cierre de su escuela privada le otorgó más tiempo para dedicarse a la educación para personas pobres y al trabajo caritativo. Publicó unas memorias de Joseph Tuckerman y una serie de artículos de las "ragged schools" en el periódico unitarista inglés "The Inquirer", los cuales fueron posteriormente publicados a manera de libro.

## Reformatorios

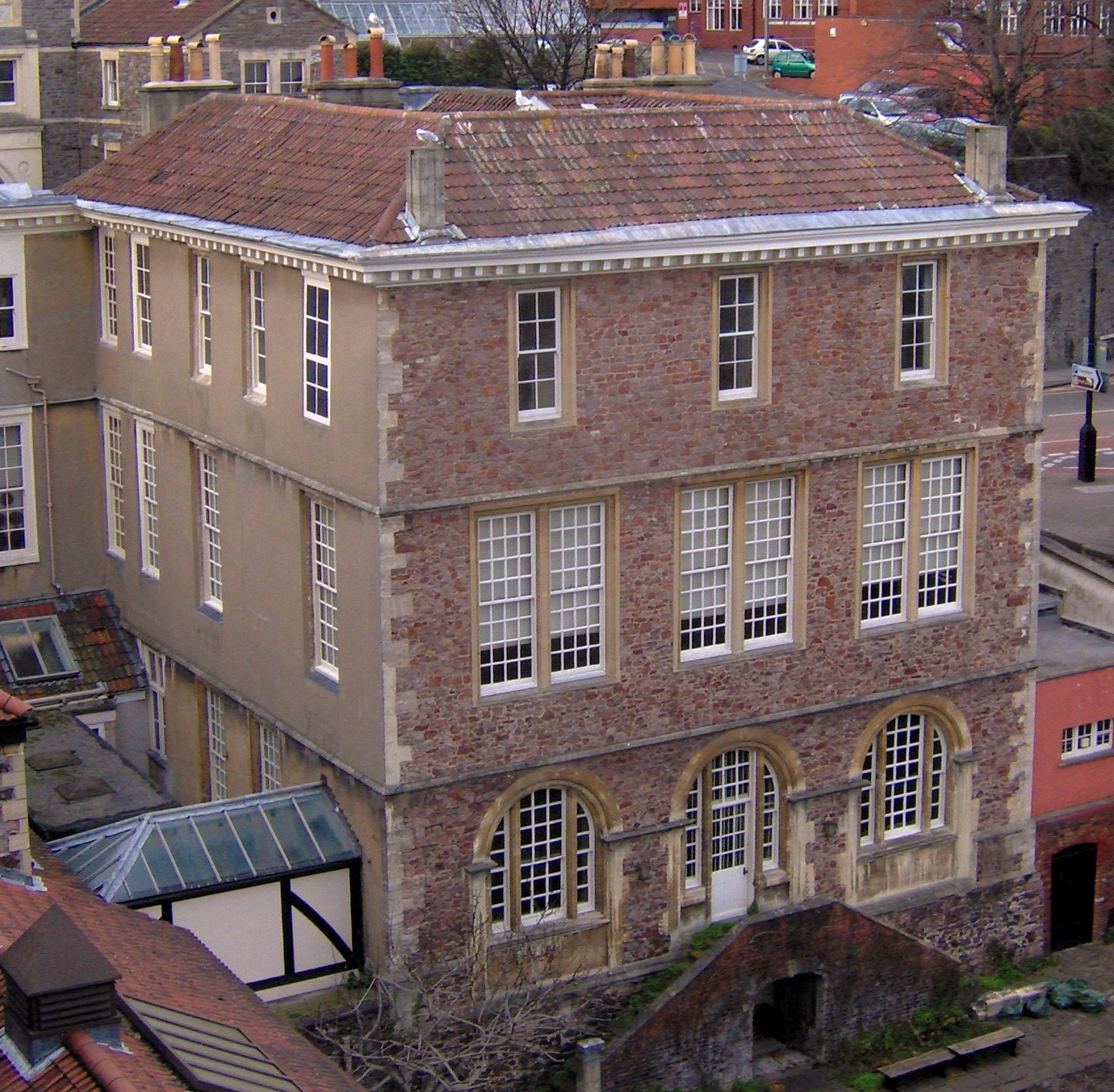
The Red Lodge, Bristol, where Mary Carpenter established a reformatory school in 1851.

Estos surgieron en 1851 a raíz de la publicación de “Escuelas Reformatorias  para los hijos de los que perecen, los hijos de las clases peligrosas y los  delincuentes juveniles”. Mary describió a grandes rasgos tres clases de escuelas que se necesitaban urgentemente; buenas escuelas diurnas gratuitas (para los niños de la población general), alimentación en  escuelas de regiones industriales (para los niños necesitados) y reformatorios (escuelas reformatorias para los delincuentes juveniles). Este libro atrajo la atención del público hacia su trabajo, y empezó a relacionarse con los principales pensadores y reformistas educativos. Mary Carpenter fue consultada para la redacción de proyectos de ley de educación y fue invitada a dar testimonio ante la Cámara de los Comunes y en 1852 publicó “La delincuencia juvenil, su enfermedad y tratamiento”, lo que contribuyó a la aprobación de la Ley de delincuentes menores en 1854.
En 1852 puso sus ideas en práctica creando un reformatorio en Bristol en 1852, en las instalaciones de una escuela que había sido originalmente establecida por John Wesley en Kingswood. En principio era para niños y niñas, pero pronto decidió separar los sexos y establecer en 1854 un reformatorio para niñas en lo que hoy es el Museo Red Lodge, inicialmente financiado por Lady Byron. Sus fuertes creencias religiosas impulsaron sus reformas. “El amor debe ser el sentimiento dominante de todos los que tratan de influir y guiar a estos niños”, escribió en su libro “Escuelas reformatorias para los hijos de los que perecen, los hijos de las clases peligrosas y los delincuentes juveniles”. Una vez establecido el principio o fundamento de los reformatorios, Carpenter debatió con ahínco a favor de las escuelas diurnas gratuitas, argumentando que las escuelas para personas de bajos recursos tenían derecho a la ayuda financiera del gobierno. En la asamblea de la Asociación Británica en Oxford (1860) leyó un ensayo sobre este tema, y debido principalmente a su instigación, en 1861 se celebró en Birmingham una conferencia sobre escuelas para personas de bajos recursos haciendo referencia (o con relación) a las subvenciones del gobierno para la educación.
En el mismo año, Carpenter fue invitada para dar testimonio ante un comité selecto de la Cámara de los Comunes sobre la educación de los niños indigentes. Entre otras declaraciones, criticó a los sacerdotes católicos por amenazar a los niños de inmigrantes irlandeses para que no asistieran a su escuela para personas de bajos recursos. Ella acusó al  “anglo- irlandés de clase baja” de reunir “ los vicios del inglés que vive en una gran ciudad mercantil con su carácter natural de una forma indeseable.
Ella añadió, “sólo puedo decir que los niños nos contaron que en  una ocasión  los sacerdotes habían azotado a un niño por asistir a nuestra escuela, e hicieron uso de sus influencias para evitar que los niños fueran a la escuela, y que he sido categóricamente insultada en la calle por los niños católicos que erróneamente creían que al insultar a los protestantes estaban demostrando un gran fervor por su religión.

## India
En 1866 Carpenter visitó la India, algo que había ambicionado desde que conoció a Raja Ram Mohan Roy en 1833. Visitó Calcuta, Madras y Bombay, encontrando que en su mayor parte las niñas dejaban la educación escolar pasados los 12 años de edad, debido principalmente a la falta de maestros del sexo femenino. Durante su visita Carpenter conoció a Keshab Chandra Sen, líder del Brahmo Samaj. Sen le pidió que formara una entidad (u organismo) en Gran Bretaña para mejorar la comunicación entre los reformistas británicos e indios, lo cual  llevó a cabo en 1870, fundando la Asociación Nacional de la India. Visitó muchas escuelas, hospitales y cárceles y alentó a los administradores coloniales británicos e indios a financiarlos y mejorar sus condiciones. En particular le preocupaba que la falta de una buena educación para las mujeres tuviera como consecuencia la escasez de maestras, enfermeras y asistentes para las prisiones.
Participó también en la inauguración de la Asociación de Ciencias Sociales de Bengala, y dirigió un documento al gobernador general con  propuestas  para fomentar la educación de las mujeres, para los reformatorios y para mejorar de las condiciones de las cárceles. Regresó a la India en 1868 y obtuvo financiación  para instaurar una Escuela Normal para formar a maestras indias. En 1875 realizó una última visita a la India y tuvo la oportunidad de ver muchos de sus proyectos en marcha. También presentó propuestas al Secretario de Gobierno de la India para la reforma de las cárceles  en este país.

## Europa y América
En el Congreso Internacional Penal y Carcelario de 1872 Carpenter leyó un documento sobre “Los principios y resultados del Reformatorio inglés y de las Escuelas  Industriales Certificadas”. Ella leyó cuarenta trabajos en congresos de la Asociación Nacional para la Promoción de las Ciencias Sociales  entre los años 1857 y 1746, dio muchas conferencias públicas y fue reconocida como una de las oradoras más destacadas en el tema de reforma social en una época en que pocas mujeres habían hablado en reuniones públicas.
El trabajo de Mary Carpenter empieza a atraer la atención en Europa y más allá. Sin embargo no toda esta atención era favorable, el papa Pío IX condenó sus libros y su trabajo en 1864. La princesa Alicia de Hesse, que  estaba interesada en la reforma social, la invitó junto con Catalina Winkworth a Darmstadt para que ayudara a organizar un Congreso de Mujeres Trabajadoras en 1872. Esta asamblea resolvió trabajar en pro de una “mejor preparación para la vida doméstica” y de “prestar una mayor atención al desarrollo de una capacidad intelectual para resolver los problemas prácticos de la vida.” Al término de la asamblea Carpenter propuso la fundación (o creación) de una Unión Internacional para la Educación Industrial de la Mujer. Posteriormente fue a Neuchätel, Suiza, para estudiar el sistema penitenciario de Louis Guillaume, y en 1873 viajó a los Estados Unidos donde se reunió con abolicionistas como William Lloyd Garrison y Frederick Douglas. Visitó las cárceles y en 1874 escribió a la Asociación de Prisiones de Nueva York para  expresar su preocupación por “el pésimo estado de las prisiones”.

## Últimos años

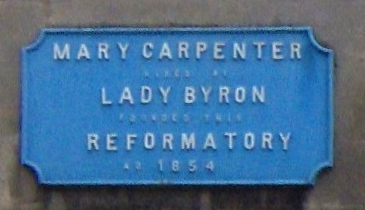
Blue plaque on the Red Lodge, Bristol.

Carpenter apoyó el movimiento para la educación superior de las mujeres y siempre apoyó la causa feminista pero durante la mayor parte de su vida no lo hizo públicamente por creer que la impopularidad del movimiento a favor del sufragio femenino podría dañar sus reformas educacionales y penales. Sin embargo lo hizo en 1877, el año en que murió, apareciendo en Bristol en una plataforma pública, apoyando a la Sociedad de Bristol y del oeste de Inglaterra por el Sufragio de la Mujer.
María Carpenter nunca se casó pero en 1858 adoptó una niña de cinco años de nombre Rosanna. Falleció en junio de 1877 mientras dormía en su cama, en el Red Lodge y fue enterrada en el cementerio de Arnos Vale. El cortejo fúnebre se extendía a lo largo de media milla. En una asamblea pública en octubre de 1877 se recaudaron 2700 libras que se destinaron para sus reformatorios y para un monumento en la catedral de Bristol.

## Legado
El reformatorio en Kingswood estuvo en servicio activo hasta 1984 y el reformatorio de niñas en Red Lodge cerró en  1918. Las campañas de Mary Carpenter para la reforma penal juvenil tuvieron una gran influencia en el desarrollo de un sistema social  más preparado para tratar con los delincuentes juveniles. Sus escritos, su activismo político y sus discursos públicos tuvieron una gran influencia en la educación correccional en Gran Bretaña, Europa, India y América y ayudaron a llevar a cabo importantes reformas en los siglos XIX y XX. Sin embargo, a principios del siglo XXI,  muchas de las causas de la delincuencia juvenil al parecer siguen sin resolverse y las fallas en las cárceles juveniles contemporáneas han sido criticadas por organismos oficiales.

## Escritos
- Morning and Evening Meditations, for Every Day in a Month. Boston: Wm. Crosby & H. P. Nichols, 1848
- Memoir of Joseph Tuckerman, D.D., of Boston (U.S.). London: Christian Tract Society, 1849
- Reformatory Schools: For the Children of the Perishing and Dangerous Classes and for Juvenile Offenders. London: C. Gilpin, 1851
- Juvenile Delinquents, their Condition and Treatment. London: W. & F. G. Cash, 1853
- Reformatories for Convicted Girls. Transactions of the National Association for the Promotion of Social Science, pp. 338–346, 1860
- Six Months in India. London: Longmans, Green and Co, 1868
- Female Life in Prison with Robinson, Frederick William. London: Hurst and Blackett, 1862
- Our Convicts. London: Longman, Green, Longman, Roberts & Green, 1864
- The Last Days in England of the Rajah Rammohun Roy. London: Trubner and Co, 1866
- Reformatory Prison Discipline: As Developed by the Rt. Hon. Sir Walter Crofton, in the Irish Convict Prisons with Crofton, William. London: Longmans, Green and Co, 1872
- Memoir of the Rev. Lant Carpenter, LL.D. with  Russell Lant Carpenter. London: E.T. Whitfield, 1875
- An address on prison discipline and juvenile reformatories. W. Jones, 1876